# Oblići
Oblići (Nematoda) su životinje iz skupine beskralježnjaka.
Većina je nametničkih oblića prekrivena kutikulom, koja ih štiti od probavnih sokova domadara. Razdvojenog su spola, a živčani je sustav vrpčast te imaju prohodno probavilo.
Muški spolni sustav počinje tankom cjevčicom - sjemenikom, a na njega se nastavlja sjemenovod koji završava u nečisnici. Sjemenovod se u nečisnici proširuje u sjemenu vrećicu, a mnogi oblići imaju i kopulatorne četine kojima proširuju spolni otvor ženke pri kopulaciji. Ženski spolni sustav počinje parnim tankim cjevčicama - jajnicima, na njih se nastavljaju parni jajovodi koji se proširuju u sjemena spremišta, a potom u plodnice. Plodnice se spajaju u neparnu cjevčicu - spolnicu (vaginu) koja se otvara van na trbušnoj strani tijela. Mužjak pri kopulaciji ubacuje spermije u sjemeno spremište ženke. Oplodnja se zbiva u plodnici. Nakon oplodnje, jaja obavije ovojnica ili ljuska.
Površinu tijela dječje gliste prekrivena je kutikulom. U svim smjerovima kreće se pomoću stezanja mišića. Naraste do 50 cm. Djeca se zaraze igrajući se zemljom, gurajući ruke s jajašcima u usta. Njezina jaja vrlo su otporna i mogu preživjeti u tlu do 10 godina.
Znakovi bolesti su iznemoglost, teško disanje i zastoji u probavi. Živčani sustav oblića je jednostavan-dvije živčane vrpce. Ima jako dobro razvijena osjetila. Probavni sustav počinje ustima na koja se nastavlja mišićavo ždrijelo pomoću kojeg dječja glista uzima sokove domadara. Na ždrijelo se nadovezuje dugo ravno crijevo koje završava crijevnim otvorom. Kod oblića susrećemo evolucijski napredak - prohodno probavilo. Dječja glista se hrani sadržajem crijeva domadara dok su ostali oblići grabežljivci. Dječja glista živi anaerobno. Nema ni krvotok. Za izlučivanje ima tzv. žlijezde za izlučivanje čije izlučine djeluju kao otrov u tijelu domadara. Oblići su razdvojenog spola.
Bijela glistica je nametnički oblik. Dulja je malo više od 1 cm. Živi u crijevu čovjeka. Kretanje ženke oko crijevnog otvora izaziva jak svrbež. Zaraza se obnavlja ako se dijete češe oko crijevnog otvora i rukama jajašca prenese u usta.
Zavojita trihinela također živi u tankom crijevu čovjeka. Osim u čovjeku parazitira i u psu, mački, štakoru, svinji i dr. Ženke su duljine do 4 milimetra, a mužjaci ne prelaze 2 milimetra. Razvojni ciklus trihine nema međudomadara, već se cijeli ciklus odvija unutar jednog organizma. Ženka nakon kopulacije prodre iz crijeva u limfni sustav gdje rađa žive mlade. Oni krvlju dospijevaju do najaktivnijih mišića - prisni, jezik, ošit i dr. Organizam domadara tijekom obrane stvara oko nametnika vezivnu tkivnu čahuru. Tako začahureni nametnici mogu u mišićima čovjeka živjeti oko 30 godina. Simptomi bolesti su proljev, groznica, glavobolja, povišena temperatura, bolovi u mišićima,… Čovjek se zarazi jedući nedovoljno kuhano ili pečeno svinjsko meso (ispod 70 °C). Svinje se zaraze jedući štakore, a štakori jedući zaražene svinjske otpatke u klaonicama. Bitno je onemogućiti zarazu svinja zaraženim štakorima te obaviti obveznu mikroskopsku kontrolu mesa u klaonicama. Protiv trihineloze nema uspješnog lijeka.[nedostaje izvor]

## Manje poznate vrste
U mnogim tropskim i suptropskim krajevima Afrike, Azije i Južne Amerike raširen je nametnik krvna glista (Wuchereria bancrofti). Krvna glista živi u limfotoku ljudi i sprečava protok limfe, zbog čega dolazi do bujanja vezovnog tkiva u tom dijelu tijela. Budući da se odebljali dio tijela znatno poveća, bolest je nazvana slonovskom bolesti ili elefantijazom. Prenose je komarci.
Uz elefantijazu, u tim krajevima svijeta raširena je i bolest koja je bila poznata i egipatskim svećenicima, a uzrokuje je oblić mali zmaj iz Medine (Dracunculus medinensis). Ovaj oblić živi u potkožnom tkivu ljudi, gdje izaziva propadanje tkiva i stvaranje čireva. Može narasti do 1 metar dužine, pa bolesnici obliće postupno izvlače iz otvorenih rana na koži namatanjem na štapić.

## Zanimljivosti
Zaraza dječjom glistom poznata je još iz doba antičke Grčke kada su je pokušavali liječiti. Do 1600. godine mnogi su ljudi mislili da dječja glista spontano nastaje u crijevu, odnosno da je ljudi sami stvaraju. U mnogim zemljama dječje gliste su se upotrebljavale za liječenje različitih zaraza, a u nekim kulturama važile su za afrodizijak. Jaja dječjih glista nađena su u fosiliziranim primjercima ljudskog izmeta diljem svijeta, a najstariji uzorak star je gotovo 30 000 godina. Uz dječju glistu vezane su i mnoge zablude, kao što je pogrešno uvjerenje da je dječju glistu moguće dobiti od pasa i mačaka. U probavilu tih životinja naime paratiziraju potpuno drukčije vrste oblića. Rašireno mišljenje da će zaraza dječjom glistom dovesti do gubitka tjelesne težine također je potpuno pogrešna, iako velik broj dječjih glista u dječjem crijevu može izazvati otežanu apsorpciju hrane ili eventualno onemogućiti prolaz sadržaja kroz crijevo.